# 凯纳斯·阿罗伊
凯纳斯·阿罗伊（英語：Kenas Aroi，1942年4月17日—1991年1月22日），男，瑙鲁政治人物，曾任瑙鲁总统。